# Gisèle Mendy
Pour les articles homonymes, voir Mendy.
Gisèle Mendy, née le 19 décembre 1979, est une judokate sénégalaise.

## Carrière
Gisèle Mendy évolue dans la catégorie des moins de 70 kg. Elle remporte la médaille d'argent aux Jeux africains de 2007 et aux Championnats d'Afrique de judo 2008. Elle est médaillée de bronze aux Championnats d'Afrique de judo 2005 et aux Championnats d'Afrique de judo 2006.
Elle participe aux Jeux olympiques de 2008 sans atteindre le podium.